# Parantica sita
Espèce
Parantica sita est une espèce d'insectes lépidoptères (papillons) de la famille des Nymphalidae, de la sous-famille des Danainae et du genre Parantica.

## Dénomination
Parantica sita a été nommée par Kollar en 1844.
Synonymes : Danais sita Kollar, [1844]; , Danaus sita..

### Noms vernaculaires
Parantica sita tytia  se nomme en anglais Chesnut Tiger. Parantica sita sita se nomme Himalayan Chestnut Tiger

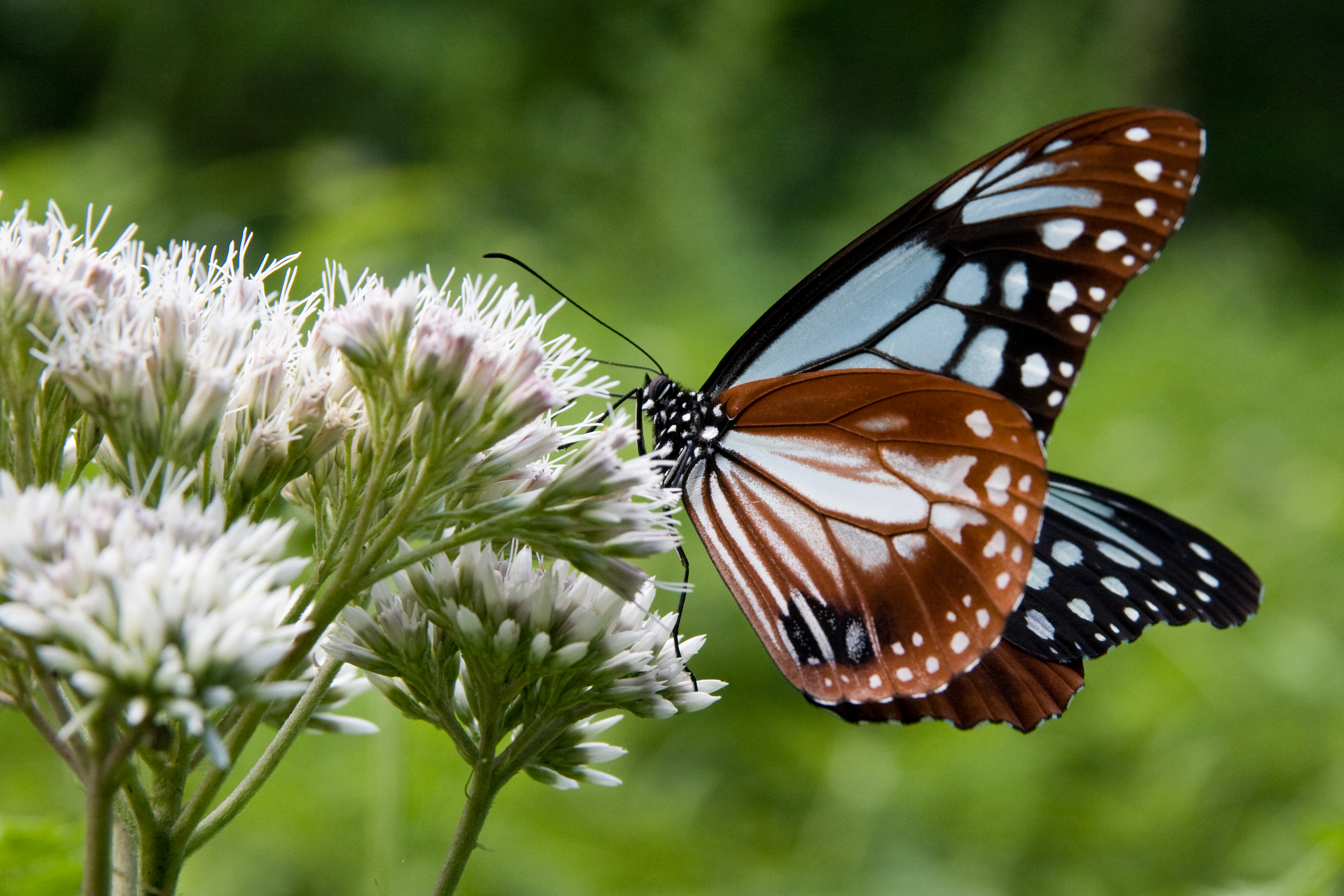
revers

### Sous-espèces
- Parantica sita sita
- Parantica sita ethologa (Swinhoe, 1899)
- Parantica sita melanosticta Morishita, 1994
- Parantica sita niphonica (Moore, 1883) ; présent à Taïwan.
- Parantica sita oblita Tsukada & Nishiyama, 1979
- Parantica sita tytia(Gray)[1].

## Description
C'est un très grand papillon aux antérieures marron ornementé de grandes taches bleues, aux postérieures marron roux à rouge cuivré ornementées des mêmes taches bleues qui occupent toute la partie basale entre les nervures. Le verso est identique.
Ses antennes sont noires, sa tête et son thorax noirs tachetés de points blancs.

### Chenille
La chenille d'abord blanc sale puis d'un vert jaunâtre avec une tête noire.
La chrysalide est vert émeraude.

## Biologie
C'est un migrateur reconnu entre les iles du Japon

### Plantes hôtes
Ses plantes hôtes sont diverses, dont Asclepias curassavica, Cynanchum  caudatum, Cynanchum grandifolium, Cynanchum sublanceolatum, Hoya carnosa, Marsdenia roylei, Marsdenia tinctoria, Marsdenia tomentosa, des Metaplexis, Tylophora aristolochioides,  Tylophora floribunda,  Tylophora japonica,  Tylophora ovata,  Tylophora tanakae.

## Écologie et distribution
Parantica sita est présent en Asie du Sud-Est, dans le nord de l'Inde, le Tibet, en Chine, Corée, Japon, Malaisie et Indochine.

## Philatélie
Ce papillon figure sur une émission du Laos de 1986 (valeur faciale : 6 k).

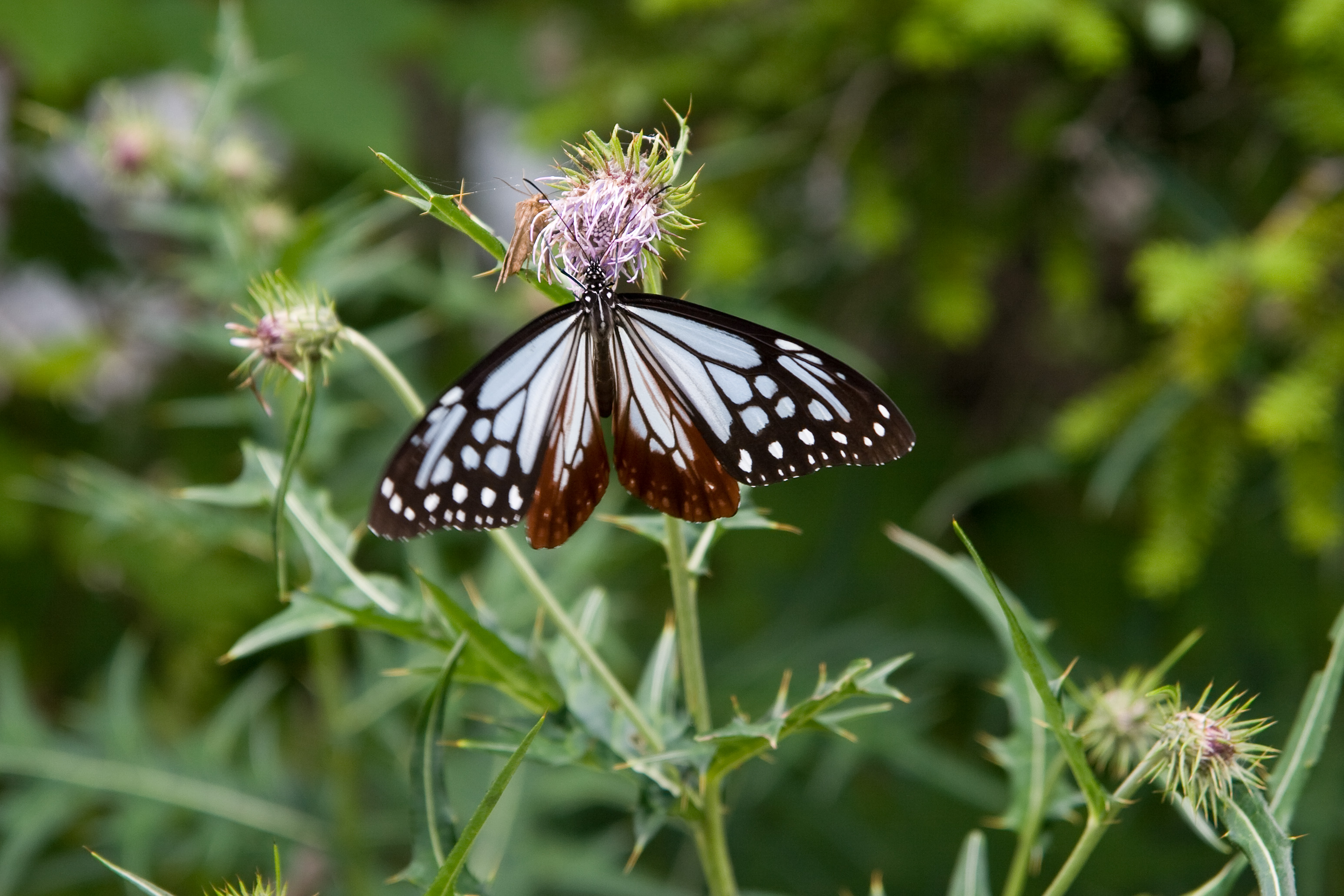
Parantica sita.